# Legis actio per iudicis arbitrive postulationem
Die legis actio per iudicis (arbitrive) postulationem war ein einheitlich geführter römischer Spruchformelprozess, der seine Wurzeln im altzivilen Verfahrensrecht der frühen Republik hat und im Zwölftafelgesetz verankert wurde. Die gesetzliche Anordnung sah ihn für Ansprüche aus Stipulationen und Erbteilungen vor. Später wurden auch allgemeine Miteigentumsteilungen und wahrscheinlich Grenzregelungen erfasst. Mit Einführung des Formularprozesses, wurde das Verfahren zweigeteilt: in einem ersten Schritt (in iure) führte der Magistrat (Prätor) die rechtliche Würdigung durch, im eigentlichen Prozess (apud iudicem) stellte dann der Richter (iudex, arbiter) die Tatsachen fest, die zu einem Urteil führen konnten. Mit der legis actio per iudicis arbitrive postulationem wurden Ansprüche aus förmlichen Schuldversprechen auf Zahlung einer bestimmten Geldsumme (sponsio) durchgesetzt beziehungsweise Nachlässe aufgeteilt. In ihrer Eigenschaft als Teilungsklage für Nachlässe ging es nicht um die kontradiktorischen Behauptungen zweier Parteien, sondern um die bloße Gestaltung der Teilung.
Im Gegensatz zu der bereits aus der Vorzeit der XII Tafeln herrührenden legis actio sacramento, wurde auf eine Wettsumme (sacramentum) verzichtet. Die unterlegene Partei war damit nicht mehr dem Risiko ausgesetzt, den Wetteinsatz an den Tempelschatz zu verlieren. Die Neuausrichtung des Verfahrens stellte den zumeist minderbemittelten Schuldner besser, denn konnte sich fortan gegen unberechtigte Forderungen wehren, was ihm vormals durch den per Eid geforderten Wetteinsatz, das sacramentum, verwehrt war. Mit dem Wegfall der sakralen Prozesselemente konnte sich der Prozessverlauf fortan an der Sache orientieren, was das Prozesswesen an sich säkularisierte.
Die legis actio per iudicis arbitrive postulationem kann auch als „beschleunigtes Verfahren“ angesehen werden, da der vom Prätor bestellte Schieds- und zugleich Schätzrichter (iudex arbiterve), nachdem die Begründetheit einer Forderung festgestellt war, auf der Rechtsfolgeseite den Geldbetrag zur Begleichung der Forderung bestimmen und festsetzen konnte. In der bisherigen legis actio sacramento wurde lediglich das Bestehen eines Anspruchs verhandelt und soweit dem Kläger der Anspruch zugestanden war, wurde die Angelegenheit zur Bestimmung des Streitwerts an einen Schätzrichter (iudex arbiter) verwiesen.

## Juristische Quellen
- Gaius, Institutiones, 4, 17, 17a.
- Gaius, 7 Ad edictum provinciale  (et ad edictum aedilium curulium) libri XXXII, in Digesten 10, 2, 1 pr.